# Orchestre symphonique national estonien
L'Orchestre symphonique national estonien (en estonien : Eesti Riiklik Sümfooniaorkester), anciennement nommé Orchestre symphonique de la Radio estonienne, a donné son premier concert radiodiffusé à Tallinn le 18 décembre 1926.

## Histoire
Fondé en 1926, l'orchestre donne son premier concert public en 1927 pour le centenaire de la mort de Beethoven. Jusqu'en 1975, la formation musicale se nomme Orchestre symphonique de la radio estonienne (Raadio sümfooniaorkestriga).
Son effectif comprenait 39 instrumentistes en 1939, pour atteindre aujourd'hui plus d'une centaine de musiciens. Entre 1942 et 1944, l'orchestre s'est réfugié à Yaroslav.
Depuis 2020, le directeur musical de la formation est Olari Elts,.

## Directeurs musicaux
Comme directeurs musicaux, se sont succédé à la tête de l'orchestre :
- Raimund Kull
- Priit Nigula
- Juhan Aavik
- Arkadius Krull
- Olav Roots (1939-1944)
- Paul Karp (1944-1950)
- Roman Matsov (1950-1963)
- Neeme Järvi (1963-1979)
- Peeter Lilje (1980-1990)
- Leo Krämer (1991-1993)
- Arvo Volmer (1993-2001)
- Nikolai Alekseev (2001-2010)
- Neeme Järvi (2010-2020)
- Olari Elts (2020-)

## Créations
L'orchestre a créé plusieurs partitions de Heino Eller, Mihkel Lüdig (en), Arvo Pärt (La Sindone, 2006), Lepo Sumera, Veljo Tormis (Le Sacre de la naissance, 1999), Erkki-Sven Tüür (Symphonie no 2, 1988 ; Lumen et cantus, 1990 ; Zetraum, 1992 ; Symphonie no 3, 1997 ; Concerto pour violon, 2008).

## Discographie
- Jean Sibelius, The Maiden in the Tower, Pelléas et Mélisande, Valse Triste. Dirigé par Paavo Järvi. Virgin Classics (2002)
- Arvo Pärt, Summa, Symphonie n°3, Trisagion, Fratres, Festina Lente, Silouans Songs, Cantus in Memory of Benjamin Britten. Dirigé par Paavo Järvi. Virgin Classics (2003)
- Jean Sibelius, Cantates. Dirigé par Paavo Järvi. Virgin Classics (2003)
- Arvo Pärt, Pro et Contra. Dirigé par Paavo Järvi. Virgin Classics (2004)
- Œuvres de compositeurs estoniens, sur le disque 100 Years of Estonian Symphony, dirigé par Neeme Järvi, chez Estonian Record Productions (2004)
- Edvard Grieg, Peer Gynt. Dirigé par Paavo Järvi. Virgin Classics (2005)
- Grieg, Danses symphoniques, 2 Mélodies Élégiaques, Danses norvégiennes, Suite Holberg. Dirigé par Paavo Järvi. Virgin Classics (2006)
- Eduard Tubin, Symphonies no 1 à 11 (inachevée) - dir. Arvo Volmer (2000, 5CD Alba)
- Erkki-Sven Tüür, Symphonie n°4 Magma, Igavik, Inquiétude du fini. Dirigé par Paavo Järvi. Virgin Classics (2007)